# Transformada inversa de Laplace
Em matemática, a transformada inversa de Laplace de uma função F(s) é a função f(t) que tem a propriedade: {\displaystyle {\mathcal {L}}\left\{f\right\}(s)=F(s)}, ou também {\displaystyle {\mathcal {L}}_{t}\left\{f(t)\right\}(s)=F(s)},
onde {\displaystyle {\mathcal {L}}} denota a Transformada de Laplace.
Pode ser provado que se uma função {\displaystyle F(s)} tem a transformada inversa de Laplace {\displaystyle f(t)}, i.e. {\displaystyle f} é uma função seccionalmente contínua e exponencialmente restrita, {\displaystyle f} satisfaz a condição:
{\displaystyle {\mathcal {L}}_{t}\{f(t)\}(s)=F(s),\ \forall s\in \mathbb {R} }
Então  {\displaystyle f(t)} é somente determinada (considerando funções que diferem da outras somente no ponto zero). Esse resultado foi provado primeiro por Mathias Lerch em 1903 e é conhecido como teorema de Lerch.
A Transformada de Laplace e a transformada inversa de Laplace têm algumas propriedades que as fazem útil para analisar sistemas dinâmicos lineares.

## Fórmula da Inversa de Mellin
Uma formula da integral da transformada inversa de Laplace, chamada de integral de Bromwich, a integral de Fourier-Mellin , e fórmula da inversa de Mellin, é dada pela integral de linha:
{\displaystyle f(t)={\mathcal {L}}^{-1}\{F\}(t)={\mathcal {L}}_{s}^{-1}\{F(s)\}(t)={\frac {1}{2\pi i}}\lim _{T\to \infty }\int _{\gamma -iT}^{\gamma +iT}e^{st}F(s)\,ds,}
Onde a integração é feito ao longo da linha vertical {\displaystyle Re(s)=\gamma } no plano complexo em que {\displaystyle \gamma } é maior do que a parte real de todas as singularidades de {\displaystyle F(s)}. Isto garante que o caminho de contorno esta na região de convergência. Se todas as singularidades estão à esquerda do meio do plano, ou {\displaystyle F(s)} é uma função de smooth em - ∞ < Re(s) < ∞ (i.e. no singularidades), então {\displaystyle \gamma } pode ser definido para zero e acima da formula da integral inversa tornando-se idêntica à Transformada Inversa de Fourier.
Na prática, contando que a integral complexa pode ser realizada  usando o teorema dos resíduos de Cauchy. Foram intitulados depois Hjalmar Mellin, Joseph Fourier e Thomaas John I' Anson Bromwich.
Se {\displaystyle F(s)} é a transformada de laplace da função {\displaystyle f(t)}, então {\displaystyle f(t)} é chamada de transformada inversa de Laplace of {\displaystyle F(s)}.

## Deslocamento na Frequência
Conhecida como deslocamento ou translação do eixo S, é possível conhecer a transformada de múltiplos exponenciais de uma função  desde que conheçamos a sua transformada, isto é:
{\displaystyle {\mathcal {L}}\left\{e^{at}f(t)\right\}=F(s-a),} {\displaystyle a\in \mathbb {R} },
ou
{\displaystyle {\mathcal {L}}^{-1}\{F(s-a)\}=e^{at}f(t)}
Demonstração: Faz-se a aplicação direta da definição de transformada de Laplace de {\displaystyle F(s-a)}:
{\displaystyle F(s-a)=\int \limits _{0}^{\infty }f(t)e^{-(s-a)t}dt}{\displaystyle =\int \limits _{0}^{\infty }f(t)e^{at}e^{-st}dt={\mathcal {L}}\{e^{at}f(t)\}}
Afim de entender melhor essa notação, podemos dizer que {\displaystyle G(s)=F(s)}, ou seja, a função não deslocada no domínio da frequência, logo:
{\displaystyle {\mathcal {L}}^{-1}\{G(s)\}=g(t)}
Portanto:
{\displaystyle {\mathcal {L}}^{-1}\{F(s-a)\}=e^{at}g(t)}
A Transformada Inversa quando há um Deslocamento do Eixo S costuma recair em alguns problemas os quais exigem métodos algébricos recorrentes, tais como método de completamento de quadrados, cálculo do valor do deslocamento a e Transformada Inversa da função sem deslocamento G(s).
Exemplo 1:
{\displaystyle F(s-a)={\frac {s}{{s}^{2}+6s+10}}}
Transformamos o denominador usando completamento de quadrados:
{\displaystyle F(s-a)={\frac {s}{{(s+3)}^{2}+1}}}
Observando que  {\displaystyle s+3=s-a} ,
{\displaystyle a=-3} valor do deslocamento
{\displaystyle F(s-a)={\frac {x}{{(x+3)}^{2}+1}}}
Queremos remover o deslocamento, então:
{\displaystyle x+3=s}
{\displaystyle x=s-3}
{\displaystyle G(s)={\frac {s-3}{{(s-3+3)}^{2}+1}}}
{\displaystyle G(s)={\frac {s-3}{{s}^{2}+1}}={\frac {s}{{s}^{2}+1}}-{\frac {3}{{s}^{2}+1}}}
{\displaystyle {\mathcal {L}}^{-1}\{G(s)\}=g(t)=cos(t)-3sen(t)}
Temos que:
{\displaystyle {\mathcal {L}}^{-1}\{F(s-a)\}=e^{at}g(t)}
Substituindo {\displaystyle g(t)}:
{\displaystyle {\mathcal {L}}^{-1}\{F(s-a)\}=e^{at}[cos(t)-3sen(t)]}
Substituindo a:
{\displaystyle {\mathcal {L}}^{-1}\{F(s-a)\}=e^{-3t}[cos(t)-3sen(t)]}